# Богарин Арганья, Рамон Пастор
Рамон Пастор Богарин Арганья (исп. Ramón Pastor Bogarín Argaña, 30 марта 1911 года, Ипакарай, Парагвай — 3 сентября 1976 года, Сан-Хуан-Баутиста, Парагвай) — католический прелат, первый епископ Сан-Хуан-Баутиста-де-лас-Мисьонеса с 19 января 1957 года по 3 сентября 1976 года.

## Биография
Родился 30 марта 1911 года в населённом пункте Ипакраи, Парагвай. 16 апреля 1938 года был рукоположен в священника для служения в архиепархии Асунсьона.
1 декабря 1955 года Римский папа Пий XII назначил Рамона Пастора Богарина Арганью вспомогательным епископом Асунсьона и титулярным епископом Багиса. 19 января 1955 года состоялось рукоположение в епископа, которое совершил архиепископ Асунсьона Хуан Хосе Анибал Мена Порта в сослужении с епископом Консепсьона Эмилио Сосой Гаоной и епископом Вильяррики-дель-Эспириту-Санто Августином Родригесом.
Участвовал в работе Втором Ватиканском соборе.
С 1970 года по 1973 год был председателем Конференции католических епископов Парагвая.
Скончался 3 сентября 1957 года.